# Segunda División B 2008-2009
L'edizione 2008-2009 della Segunda División B spagnola è iniziata il 31 agosto 2008 ed è terminata il 10 maggio 2010. Vi hanno partecipato 80 squadre, divise in 4 gruppi.

## Gruppo 1

### Classifica
|  |     | Classifica Segunda división B 2008-09 | G  | V  | P  | S  | Pts |
|  | --- | ------------------------------------- | -- | -- | -- | -- | --- |
|  | 1.  | Real Unión                            | 38 | 21 | 12 | 5  | 75  |
|  | 2.  | Leonesa                               | 38 | 20 | 10 | 8  | 70  |
|  | 3.  | Ponferradina                          | 38 | 18 | 9  | 11 | 63  |
|  | 4.  | Zamora CF                             | 38 | 17 | 10 | 11 | 61  |
|  | 5.  | Celta Vigo B                          | 38 | 15 | 13 | 10 | 58  |
|  | 6.  | Lemona                                | 38 | 16 | 10 | 12 | 58  |
|  | 7.  | Racing Ferrol                         | 38 | 16 | 8  | 14 | 56  |
|  | 8.  | Lugo                                  | 38 | 15 | 10 | 13 | 55  |
|  | 9.  | Guijuelo                              | 38 | 14 | 11 | 13 | 53  |
|  | 10. | Barakaldo                             | 38 | 15 | 8  | 15 | 53  |
|  | 11. | Bilbao Athletic                       | 38 | 14 | 10 | 14 | 52  |
|  | 12. | Pontevedra                            | 38 | 14 | 9  | 15 | 51  |
|  | 13. | Ciudad de Santiago                    | 38 | 13 | 11 | 14 | 50  |
|  | 14. | Racing Santander B                    | 38 | 12 | 11 | 15 | 47  |
|  | 15. | Sestao River                          | 38 | 10 | 16 | 12 | 46  |
|  | 16. | Sporting Gijón B                      | 38 | 13 | 6  | 19 | 45  |
|  | 17. | Deportivo B                           | 38 | 9  | 12 | 17 | 39  |
|  | 18. | Real Sociedad B                       | 38 | 9  | 12 | 17 | 39  |
|  | 19. | Real Valladolid B                     | 38 | 10 | 6  | 22 | 36  |
|  | 20. | Marino de Luanco                      | 38 | 9  | 6  | 23 | 33  |

## Gruppo 2

### Classifica
|  |     | Classifica Segunda división B 2008-09 | G  | V  | P  | S  | Pts |
|  | --- | ------------------------------------- | -- | -- | -- | -- | --- |
|  | 1.  | FC Cartagena                          | 38 | 20 | 13 | 5  | 73  |
|  | 2.  | Lorca Deportiva CF                    | 38 | 20 | 9  | 9  | 69  |
|  | 3.  | Alcorcón                              | 38 | 16 | 18 | 4  | 66  |
|  | 4.  | Leganés                               | 38 | 18 | 12 | 8  | 66  |
|  | 5.  | Imperial Murcia                       | 38 | 18 | 11 | 9  | 65  |
|  | 6.  | Real M. Castilla                      | 38 | 18 | 9  | 11 | 63  |
|  | 7.  | Mérida                                | 38 | 17 | 11 | 10 | 62  |
|  | 8.  | Atlético Ciudad                       | 38 | 16 | 14 | 8  | 62  |
|  | 9.  | Sangonera                             | 38 | 13 | 17 | 8  | 56  |
|  | 10. | Águilas                               | 38 | 15 | 10 | 13 | 55  |
|  | 11. | Vecindario                            | 38 | 14 | 10 | 14 | 52  |
|  | 12. | Universidad LPGC                      | 38 | 12 | 12 | 14 | 48  |
|  | 13. | Atlético Madrid B                     | 38 | 12 | 11 | 15 | 47  |
|  | 14. | Lanzarote                             | 38 | 10 | 10 | 18 | 40  |
|  | 15. | Fuerteventura                         | 38 | 11 | 6  | 21 | 39  |
|  | 16. | Las Palmas Atlético                   | 38 | 10 | 8  | 20 | 38  |
|  | 17. | Navalcarnero                          | 38 | 10 | 7  | 21 | 37  |
|  | 18. | Pájara Playas                         | 38 | 8  | 11 | 19 | 35  |
|  | 19. | Alfaro                                | 38 | 8  | 8  | 22 | 32  |
|  | 20. | Villa de Santa Brigída                | 38 | 5  | 11 | 22 | 26  |

## Gruppo 3

### Classifica
|  |     | Classifica Segunda división B 2008-09 | G  | V  | P  | S  | Pts |
|  | --- | ------------------------------------- | -- | -- | -- | -- | --- |
|  | 1.  | Alcoyano                              | 38 | 22 | 7  | 9  | 73  |
|  | 2.  | Villarreal B                          | 38 | 22 | 6  | 10 | 72  |
|  | 3.  | Sant Andreu                           | 38 | 15 | 17 | 6  | 62  |
|  | 4.  | Sabadell                              | 38 | 16 | 13 | 9  | 61  |
|  | 5.  | Barcellona Atlètic                    | 38 | 15 | 15 | 8  | 60  |
|  | 6.  | Ontinyent                             | 38 | 15 | 13 | 10 | 58  |
|  | 7.  | Gramenet                              | 38 | 15 | 12 | 11 | 57  |
|  | 8.  | UE Lleida                             | 38 | 14 | 14 | 10 | 56  |
|  | 9.  | Badalona                              | 38 | 14 | 11 | 13 | 53  |
|  | 10. | Gavà                                  | 38 | 13 | 12 | 13 | 51  |
|  | 11. | Orihuela                              | 38 | 14 | 7  | 17 | 49  |
|  | 12. | Valencia Mestalla                     | 38 | 12 | 12 | 14 | 48  |
|  | 13. | Osasuna B                             | 38 | 11 | 15 | 12 | 48  |
|  | 14. | Benidorm                              | 38 | 10 | 15 | 13 | 45  |
|  | 15. | Dénia                                 | 38 | 10 | 15 | 13 | 45  |
|  | 16. | Terrassa                              | 38 | 12 | 6  | 20 | 42  |
|  | 17. | Alzira                                | 38 | 9  | 14 | 15 | 41  |
|  | 18. | Eivissa-Ibiza                         | 38 | 7  | 14 | 17 | 35  |
|  | 19. | Santa Eulalia                         | 38 | 9  | 7  | 22 | 34  |
|  | 20. | Atlético Baleares                     | 38 | 8  | 9  | 21 | 33  |

## Gruppo 4

### Classifica
|  |     | Classifica Segunda división B 2008-09 | G  | V  | P  | S  | Pts |
|  | --- | ------------------------------------- | -- | -- | -- | -- | --- |
|  | 1.  | Cadice                                | 38 | 24 | 7  | 7  | 79  |
|  | 2.  | Real Jaén                             | 38 | 19 | 14 | 5  | 71  |
|  | 3.  | Poli Ejido                            | 38 | 18 | 12 | 8  | 66  |
|  | 4.  | Marbella FC                           | 38 | 16 | 16 | 6  | 64  |
|  | 5.  | CD Puertollano                        | 38 | 17 | 12 | 9  | 63  |
|  | 6.  | Melilla                               | 38 | 18 | 8  | 12 | 62  |
|  | 7.  | Ceuta                                 | 38 | 15 | 13 | 10 | 58  |
|  | 8.  | Conquense                             | 38 | 16 | 9  | 13 | 57  |
|  | 9.  | Guadalajara                           | 38 | 15 | 11 | 12 | 56  |
|  | 10. | Granada                               | 38 | 13 | 12 | 13 | 51  |
|  | 11. | Betis B                               | 38 | 12 | 12 | 14 | 48  |
|  | 12. | Roquetas                              | 38 | 11 | 14 | 13 | 47  |
|  | 13. | CD Linares                            | 38 | 11 | 10 | 17 | 43  |
|  | 14. | Écija                                 | 38 | 11 | 10 | 17 | 43  |
|  | 15. | Lucena                                | 38 | 10 | 10 | 18 | 40  |
|  | 16. | Antequera                             | 38 | 10 | 10 | 18 | 40  |
|  | 17. | San Fernando                          | 38 | 9  | 11 | 18 | 38  |
|  | 18. | Granada 74                            | 38 | 9  | 9  | 20 | 36  |
|  | 19. | Linense                               | 38 | 7  | 13 | 18 | 34  |
|  | 20. | Racing Portuense                      | 38 | 5  | 15 | 18 | 30  |

## Play-out
|                     | Andata | Ritorno |                  |
| ------------------- | ------ | ------- | ---------------- |
| Terrassa            | 2-0    | 3-2     | Antequera        |
| Las Palmas Atlético | 0-0    | 0-4     | Sporting Gijón B |

## Play-off

### Campioni
Semifinali
|              | Andata | Ritorno |            |
| ------------ | ------ | ------- | ---------- |
| Cadice       | 1-0    | 0-0     | Real Unión |
| FC Cartagena | 2-1    | 2-2     | Alcoyano   |

Finali
|              | Andata | Ritorno |        |
| ------------ | ------ | ------- | ------ |
| FC Cartagena | 1-2    | 2-2     | Cadice |

### Piazzati
Primo turno
|             | Andata | Ritorno |                    |
| ----------- | ------ | ------- | ------------------ |
| Sabadell    | 1-1    | 1-0     | Leonesa            |
| Leganés     | 2-2    | 0-5     | Real Jaén          |
| Marbella FC | 0-2    | 1-0     | Lorca Deportiva CF |
| Zamora CF   | 0-2    | 0-2     | Villarreal B       |
| Sant Andreu | 0-0    | 2-4     | Alcorcón           |
| Poli Ejido  | 0-0    | 1-3     | Ponferradina       |

Semifinali
|              | Andata | Ritorno |                    |
| ------------ | ------ | ------- | ------------------ |
| Sabadell     | 0-1    | 1-1     | Real Unión         |
| Alcorcón     | 1-0    | 1-2     | Alcoyano           |
| Ponferradina | 2-1    | 0-1     | Real Jaén          |
| Villarreal B | 1-0    | 3-2     | Lorca Deportiva CF |

Finali
|              | Andata | Ritorno |            |
| ------------ | ------ | ------- | ---------- |
| Alcorcón     | 0-0    | 1-3     | Real Unión |
| Villarreal B | 0-0    | 2-1     | Real Jaén  |

## Verdetti
- Cadice,  FC Cartagena,  Real Unión ed  Villarreal B promosse in Segunda División 2009-2010.
- Ciudad de Santiago,  Deportivo B,  Real Sociedad B,  Real Valladolid B,  Marino de Luanco,  Lorca Deportiva CF,  Mérida,  Fuerteventura,  Las Palmas Atlético,  Navalcarnero,  Pájara Playas,  Alfaro,  Villa de Santa Brigída,  Alzira,  Santa Eulalia,  Atlético Baleares,  Antequera,  Linense e  Racing Portuense retrocesse in Tercera División.